# Фейли, Паям
Паям Фейли (перс. پیام فیلی‎; род. 1985, Керманшах) — иранский поэт и писатель, автор девяти книг, открытый гей.

## Биография
Паям Фейли был трижды арестован в Иране, причём один раз находился под стражей без предъявления обвинений 44 дня. Он не скрывает своей ориентации. За гомосексуальность ему угрожает смертная казнь. Эти события вынудили Фейли покинуть страну и искать убежища в других государствах.
Изначально поэт переехал в Турцию, но в конце 2015 году направился в Израиль, где попросил политического убежища, утверждая, что влюбился в эту страну. Его запрос рассматривается и израильские власти склоняются к удовлетворению прошения из-за безвыходного положения, в котором оказался Паям. В интервью Kanal10 он говорил о том, что простые иранцы не будут ненавидеть израильтян, а его визит может способствовать пониманию между народами.

## Творчество
Начал писать стихи в подростковом возрасте, первую книгу опубликовал в девятнадцать лет. Она называлась The Sun’s Platform и подверглась беспощадной цензуре. Первый роман, Tower and Pond и сборник коротких рассказов появились в 2006 году, будучи опубликованы в электронном виде. Всего Паям Фейли написал девять книг. По его новелле «Я вырасту, я буду собирать финики» в Тель-Авивском театре была поставлена и сыграна пьеса. Эта новелла стала первым его произведением, изданным за рубежом (немецким издательством). Она рассказывает о запретной любви двух друзей на фоне Ирано-иракской войны. Книга была переведена на иврит.